# 大学病院前駅
大学病院前駅（だいがくびょういんまええき）は、岐阜県岐阜市泉町にあった、名古屋鉄道岐阜市内線（長良線）の停留場である。
本項では、1948年頃に当停留場に統合された今小町駅（いまこまちえき）についても併せて述べる。

## 歴史
岐阜市内線が前身である美濃電気軌道の路線として1911年2月に開通した際、岐阜駅前駅から来た路線の終点としてまず今小町駅が開業した。路線は同年10月、その今小町駅から岐阜の旧市街地である本町に向かってさらに延伸される。この延伸時、当停留場は今小町駅の隣駅として開業した。開業時の駅名は泉町駅（いずみまちえき）である。
その後、泉町駅は1948年ころに今小町駅を統合、同時に駅名を県庁市役所前駅（けんちょうしやくしょまええき）に改める。駅名が大学病院前駅になるのは1966年2月のことで、この月の初めには岐阜県庁舎が岐阜市藪田に、岐阜市役所が今沢町に移転している。一方当停留場を含む岐阜市内線の徹明町駅 - 長良北町駅は自動車の普及により業績が伸び悩んでおり、復調の兆しが見られなかったことから1988年に廃止、当停留場も廃駅となった。
- 1911年（明治44年）
  - 2月11日 - 美濃電気軌道市内線が岐阜駅前駅から今小町駅まで開通し、今小町駅が開業[3]。
  - 10月7日 - 市内線が今小町駅から本町駅まで延伸した際に泉町駅として開業[3]。
- 1948年（昭和23年）ころ - 泉町駅が今小町駅を統合し、県庁市役所前駅に改称[3]。
- 1966年（昭和41年）2月12日 - 岐阜県庁舎移転に伴い、大学病院前駅に改称[3]。
- 1988年（昭和63年）6月1日 - 岐阜市内線の徹明町駅 - 長良北町駅間の廃止により廃駅となる[3]。

## 停留場構造
併用軌道上に相対式2面2線の乗り場が設けられていた。駅舎はない。

### 配線図
| ← 伊奈波通方面 | 大学病院前駅 構内配線略図 | → 徹明町方面 |
| 凡例 出典:     |                           |              |

## 隣の停留場
名古屋鉄道
岐阜市内線
市役所前駅 -  大学病院前駅 - 伊奈波通駅